# Art & Project
Art & Project était une galerie basée à Amsterdam. Fondée en 1968, elle déménagea près de Slootdorp durant les années 1990 et ferma définitivement en 2001. Jusqu'en 1989, elle édita un célèbre bulletin consacré à l'art contemporain.

## La galerie
La galerie Art & Project fut fondée en septembre 1968 par Geert van Beijeren (1933-2005) et Adriaan van Ravesteijn (1938). Pendant plus de trente ans, elle proposa un espace d'expression au monde de l'art contemporain et plus particulièrement à sa branche conceptuelle et minimaliste. Dans les années 1990 la galerie déménagea dans le village de Nieuwesluis, près de Slootdorp, avant de fermer en décembre 2001.
Parmi les artistes exposés dans la galerie (et ayant participé au bulletin) on retrouve : 
Douglas Huebler, Lawrence Weiner, Sol LeWitt, Robert Barry, Carl André, Joseph Kosuth, Richard Long, Stanley Brouwn, Gilbert & George, Alighiero Boetti, Francesco Clemente, Allen Ruppersberg, Marcel Broodthaers, John Baldessari, Hamish Fulton, Jan Dibbets, Didier Vermeiren, Ian Wilson, Bas Jan Ader ou encore le français Daniel Buren.

## Le bulletin
De 1968 à 1989, la galerie Art & Project édita un bulletin éponyme dans lequel elle proposait à de nombreux artistes de s'exprimer au travers d'une simple feuille de papier. Les premiers numéros faisaient office de carton d'invitation d'expositions à venir mais, rapidement, les artistes ont su se l'approprier pour en faire des objets d'art à part entière. La majorité des bulletins accueillait simplement du texte et des dessins mais le support servit aussi pour des reproductions photographiques (noir et blanc et couleur), des partitions musicales ou même des pliages.

### Édition, publication et distribution
Entre septembre 1968 et novembre 1989, Geert van Beijeren et Adriaan van Ravesteijn ont publié 156 numéros du bulletin Art & Project.
Ces bulletins étaient imprimés, recto-verso, en noir sur un papier blanc standard (à l'exception de certains). Les feuilles, de format A3 (29.7 x 42 cm), étaient pliées en deux pour former un feuillet de quatre pages format A4. La première page suivait toujours la même présentation : art & project en haut à gauche et en dessous, à droite, "bulletin" suivi du numéro. Chaque bulletin était tiré à environ 800 exemplaires par un imprimeur basé à La Haye, Drukkerij Delta (Imprimerie Delta).
Plusieurs éditions, à la demande des artistes, ont échappé au format initial. Les dimensions, le nombre de feuilles ainsi que le support lui-même pouvaient changer. Voici quelques exemples :
- Le bulletin 24 (Daniel Buren, 1970) n'a pas été physiquement édité.
- Le bulletin 43 (Sol LeWitt, septembre 1971) était plié en 48 rectangles.
- Le bulletin 62 (Alighiero Boetti, novembre 1972) a été réalisé sur une feuille de 28,6 x 42 cm au lieu du format A3 habituel.
- Le bulletin 68 (Douglas Huebler, août 1973) a été imprimé sur une feuille de 29.7 x 63 cm et plié en trois.
- Le bulletin 75 (Daniel Buren, mars 1974) a été imprimé sur du papier vélin.
- Le bulletin 107 (Francesco Clemente, mai 1978) a été imprimé sur du papier orange.

Les bulletins Art & Project étaient publiés à un rythme mensuel très irrégulier (17 en 1972, 8 seulement l'année suivante). Le nombre annuel de bulletins diminua au fil du temps, s'arrêtant pendant plus d'un an en juin 1983, avant de reprendre de manière très épisodique à partir de la fin de l'année 1984.
Les feuillets étaient postés gratuitement, depuis Amsterdam, à plus de 400 personnes (dont des artistes, galeristes, curateurs, etc.). Ils étaient préalablement pliés en trois dans le sens de la hauteur pour être glissés dans une enveloppe. Les copies restantes étaient laissées à la disposition des visiteurs au sein de la galerie.
Quelques bulletins ont cependant été expédiés (et parfois même imprimés) ailleurs :
- Le bulletin 11 (Stanley Brouwn, septembre 1969) a été envoyé depuis Düsseldorf, pour annoncer l'exposition de l'artiste à la Kunsthalle de Düsseldorf, "Prospect 69".
- Les bulletins 20 (Gilbert & George, mars 1970) et 21 (Matsuzawa Yutaka, mars 1970) furent imprimés et expédiés depuis Tōkyō.
- Le bulletin 56 (Jan Dibbets, juin 1972) fut envoyé depuis Venise.

### Aujourd'hui
Les bulletins Art & Project sont, à la fois, des œuvres d'art et des documents privilégiés d'une période de l'art contemporain. À l'origine expédiés gratuitement, ils ont, depuis — pour les numéros les plus anciens et ceux produits par les artistes les plus renommés —, intégré le marché de l'art. L'intégralité des bulletins a été rééditée par Adriaan van Ravesteijn lui-même, avec le concours de l'imprimeur original, et est cédée pour environ 5 500 €.
Les bulletins « Art & Project » ont également fait l'objet de plusieurs rétrospectives, notamment au MAMCO de Genève en 2003-2004 ou encore à New York en 2007-2008.
Durant les 30 années d'activité de la galerie, ses deux créateurs ont accumulé une somme importante de documents (catalogue, documentation visuelle, ébauches et travaux originaux). Les archives Art & Project ont progressivement été transférées dans les fonds du RKD (l'Institut d'Histoire de l'Art Néerlandais) et y occupent 92 mètres d'étagères qui seront accessibles pour consultation à partir du 1er janvier 2014.